# Minas da Borralha
A aldeia das Minas da Borralha faz parte da freguesia de Salto, no concelho de Montalegre, e foi durante várias décadas o principal pólo empregador e populacional de Montalegre. 
A mina de volfrâmio funcionou de 1903 a 1986 chegando a albergar cerca de 2.000 pessoas, com os bairros da aldeia chegando a ter 5 mil pessoas ligadas ao setor. Em 2011, segundo o censo tinha 243 habitantes. 

## História
O nome da localidade teve origem em Domingos Borralha que, em 1900, foi trabalhar para as minas de Coelhoso (Bragança) onde comentou junto de um engenheiro francês que, no lugar onde vivia, existiam muitas pedras iguais às que ali eram exploradas e que as usavam para atirar às cabras e construir muros.
O francês foi confirmar e registou a concessão em 1902, sendo entregue a "Compagnie des mines d'étain et de wolfram".
No primeiro ano, só à superfície, a Borralha, rendeu 70 toneladas de volfrâmio, no ano seguinte, já com algumas perfurações rendeu 170 toneladas. Devido ao desenvolvimento de infraestruturas relacionadas a extração, em 1904, a aldeia já tinha luz elétrica.
O auge da exploração foi entre as décadas de 30 e 50, na altura da II Guerra Mundial (tornando-se uma das maiores da Europa) e da Guerra da Coreia, devido ao uso do minério em armamentos, com o mesmo sendo vendido pelo Estado Português para vários países, com o couto mineiro se expandindo para 2.000 hectares.
Para além dos mineiros, à volta das minas havia ainda os apanhistas que tinham uma licença especial da empresa e podiam explorar o volfrâmio sempre a céu aberto com a condição de, no final do dia vender tudo à companhia, e os farristas que eram contrabandistas.
As minas tiveram dois períodos de paragem (1944/46 e 1958/62) devido a imposição da lei.
Em 1968, a superfície concessionada para o setor era de cerca de 2.600 hectares, existindo 52 concessões:
- 28 de volfrâmio;
- 12 de volfrâmio e estanho;
- 10 de estanho
- 2 de volfrâmio, cobre, prata e molibdénio;

Depois de anos de abandono, a Câmara de Montalegre deu início à recuperação do património das Minas da Borralha, onde já investiu mais de dois milhões de euros.
As minas vieram a fechar em 1986, deixando muitos trabalhadores da região desempregados e ordenados por pagar.

## Centro Interpretativo das Minas da Borralha
Em julho de 2015, foi aberto um núcleo do Ecomuseu de Barroso, financiado pelo Programa Operacional do Norte, durante o XV "Encontro dos Amigos da Borralha". O “Centro Interpretativo das Minas da Borralha”, com zonas: o Grupo D, centro do núcleo museológico, que contém receção, auditório, balneários e algumas zonas de exposição; a fundição, edifício para futuras exposições; a casa dos compressores, edifício longitudinal, com quatro compressores de grandes dimensões; e o arquivo, piso onde se encontra um grande espólio documental, relacionado com todas as atividades dirigidas pelas minas.

## Reativação
A consulta pública para a atribuição da concessão mineira da Borralha decorreu até abril de 2021 e recebeu 154 participações no portal “Participa”.
Em 28 outubro de 2021, foi assinado o contrato, do Estado português, através da Direção-Geral de Energia e Geologia, e a Minerália – Minas, Geotecnia e Construções, Lda. de concessão para a exploração de volfrâmio e de outros minerais na Borralha.
A Minerália, empresa com sede em Braga e que desenvolveu trabalhos de prospeção na Borralha desde 2012, requereu a celebração do contrato de concessão de exploração de tungsténio, estanho e molibdénio e metais associados e pretende reaproveitar parte da área da brecha de Santa Helena, uma das várias que existiam naquele antigo couto mineiro. A área da concessão é de 382,48 hectares.
O contrato agora assinado tem uma vigência de 25 anos, podendo ser prorrogado até duas vezes por períodos de 15 anos cada.
Após a assinatura, a empresa tem dois anos para elaborar e apresentar o Estudo de Impacte Ambiental e para apresentar um estudo de viabilidade técnico económica da exploração. Após isso tem dois anos para obter a Declaração de Impacte Ambiental favorável ou favorável condicionada.
Numa segunda fase e num prazo máximo de oito anos, após a assinatura do contrato, a Minerália obriga-se a iniciar a exploração, bem como a instalar uma unidade de tratamento e beneficiação (lavaria).
No âmbito da responsabilidade social, a Minerália obriga-se a elaborar um plano de partilha de benefícios com o município, a freguesia de Salto e a aldeia da Borralha e compromete-se, sempre que possível, a recorrer a mão de obra local e regional.
A sociedade tem que pagar à DGEG 500 mil euros como prémio pela atribuição da concessão e tem como encargo de exploração a obrigação de pagar anualmente uma percentagem, no mínimo de 3%, sobre o “valor à boca da mina” dos produtos mineiros ou concentrados expedidos ou utilizados.
Deste encargo de exploração deve pagar dois terços à DGEG e um terço à Câmara de Montalegre.

## Ligações Externas
- Site oficial do Ecomuseu, criador do Centro Interpretativo das Minas da Borralha.
- Site com dados sobre a Freguesia de Salto, no site da Câmara Municipal de Montalegre.